# Schatz von Begram

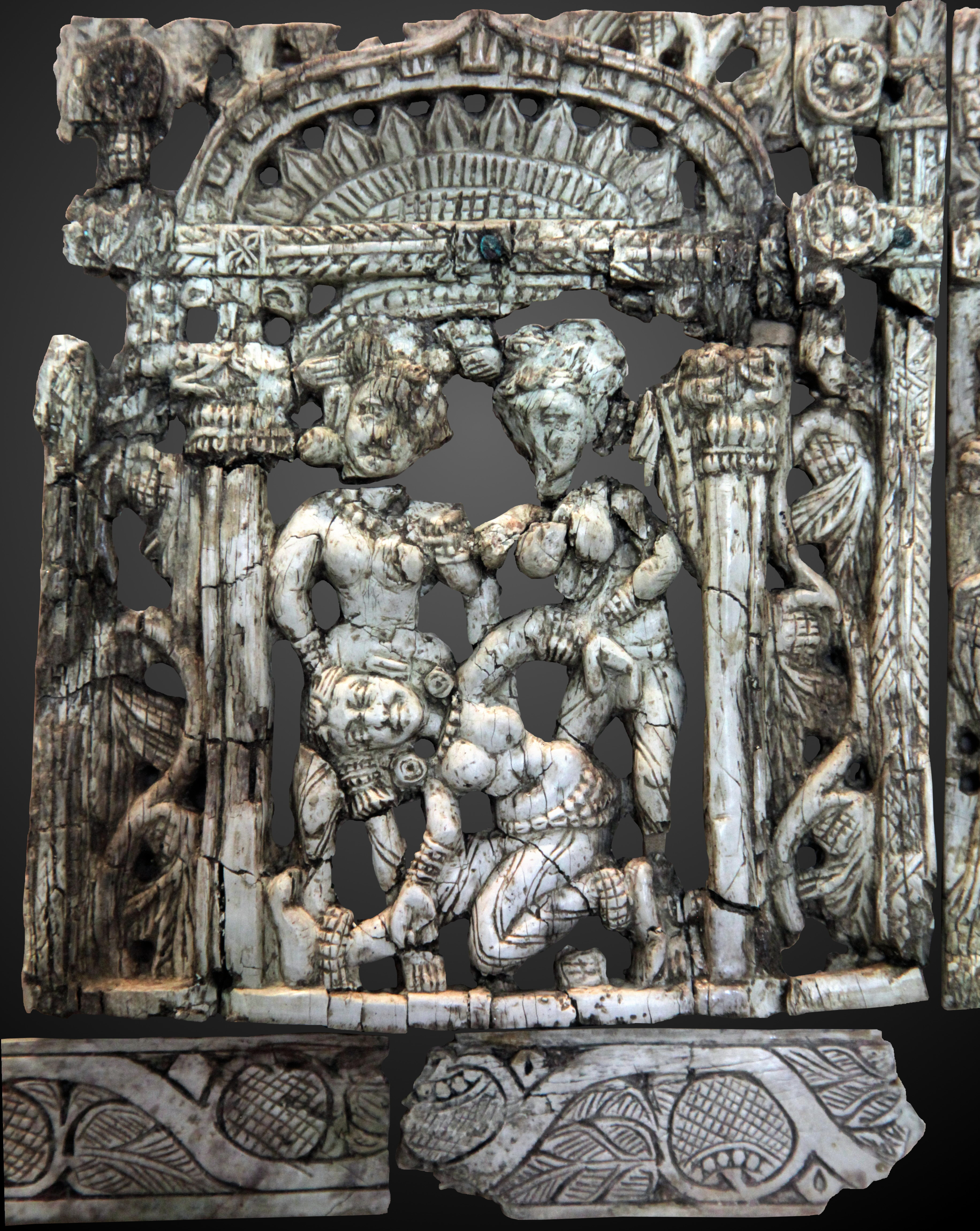
Indische Elfenbeinarbeit aus dem Hortfund von Begram, ursprünglich Verzierung einer Truhe

Der Schatz von Begram ist ein antiker Depotfund aus Begram, einer antiken Stadt im südlichen Bereich des Hindukusch-Gebirges. Die enthaltenen Objekte waren in zwei zugemauerten Räumen der Ruinen von Begram deponiert worden und umfassen Kunstwerke ganz unterschiedlicher Kulturkreise. So finden sich unter den Objekten des Schatzfundes herausragende Beispiele für römische Glaskunst, indische Elfenbeinschnitzereien und Bronzeskulpturen aus dem östlichen Mittelmeerraum. Warum die Bestandteile des Schatzes in Begram gesammelt wurden, ist ebenso unklar wie die Frage, warum und wann sie in zwei versiegelten Kammern deponiert wurden.

## Kontext und Auffindung

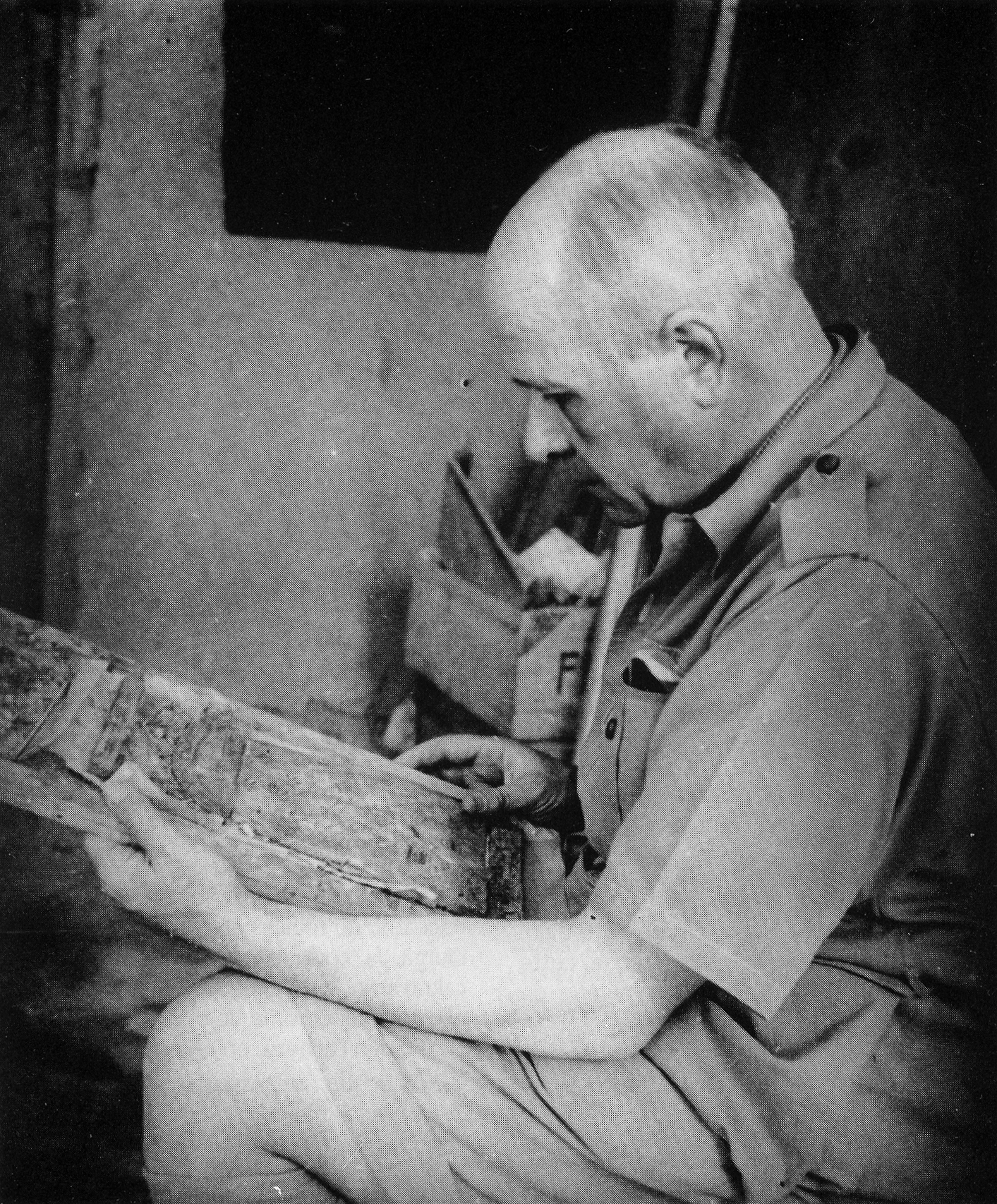
Joseph Hackin begutachtet eine Elfenbeinschnitzerei aus dem Raum Nr. 13.

Die Stadt Begram war ein bedeutender Verkehrsknotenpunkt im zentralasiatischen Gebirge und vermutlich eine griechisch-baktrische Gründung. Die wiederholt vorgeschlagene Gleichsetzung mit der durch Alexander den Großen gegründeten Stadt Alexandria am Kaukasus ist jedoch unsicher. In den Jahrhunderten nach dem Hellenismus gehörte sie zum Herrschaftsbereich der Kuschana – möglicherweise sogar als Sommerresidenz der Kuschana-Herrscher – und später des Sassanidenreiches.
Das antike Stadtareal befindet sich auf einem Plateau, von dessen Innenbebauung zwei größere Bereiche freigelegt wurden. Das östliche Grabungsareal erbrachte um die 60 Räumlichkeiten, von denen zwei dadurch herausstachen, dass ihre Eingänge zugemauert worden waren. Diese beiden Räume (in der Nummerierung der Ausgräber 10 und 13), die durch Joseph und Marie Hackin 1937 entdeckt wurden, lagen direkt neben einer kleinen Festung und waren mit Kunstobjekten angefüllt. Diese wurden als Schatz von Begram bekannt. Raum Nr. 13 war einst mit Wandmalereien dekoriert, die eine Reihe von Säulen zeigen.

## Zusammensetzung
Es lassen sich mehrere Objektgruppen unterscheiden, die Schwerpunkte beim Zusammensammeln der Objekte gebildet zu haben scheinen. Das bedeutet jedoch nicht, dass die Objekte innerhalb dieser Gruppen zwingend zeitlich oder stilistisch einheitlich wären.

### Glasobjekte
Der Schatzfund von Begram gehört zu den bedeutendsten Fundkomplexen römischer Glaskunst. Die enthaltenen Gefäße und sonstigen Gegenstände zeigen eine große Bandbreite, so finden sich neben einfachen Gefäßformen auch hoch komplexe Objekte in der Form von Tieren, Gegenständen (beispielsweise einer Galeere) oder geometrischen Mustern. Zu diesen aufwendigen Formen gehört eine Scherbe mit der dreidimensional herausgearbeiteten Darstellung eines Leuchtturms (wohl des Pharos von Alexandria), die zu einem der wenigen bekannten Diatretgläser mit figürlichen Darstellungen gehörte. Sowohl die einfacheren als auch die komplexeren Formen konnten zudem weiter verziert sein, sei es durch den gezielten Einsatz farbigen Glases, sei es durch die Bemalung des Glases, sei es durch eingeschliffene Verzierungen (Schliffglas). Die meisten Glasobjekte im Schatz von Begram sind geblasen und stammen aus dem Osten des Römischen Reiches. Eng mit den Glasgefäßen verwandt ist ein Becher (Kantharos) aus Quarz (Bergkristall), in das Blätter und Zweige als Verzierungen eingeritzt wurden.

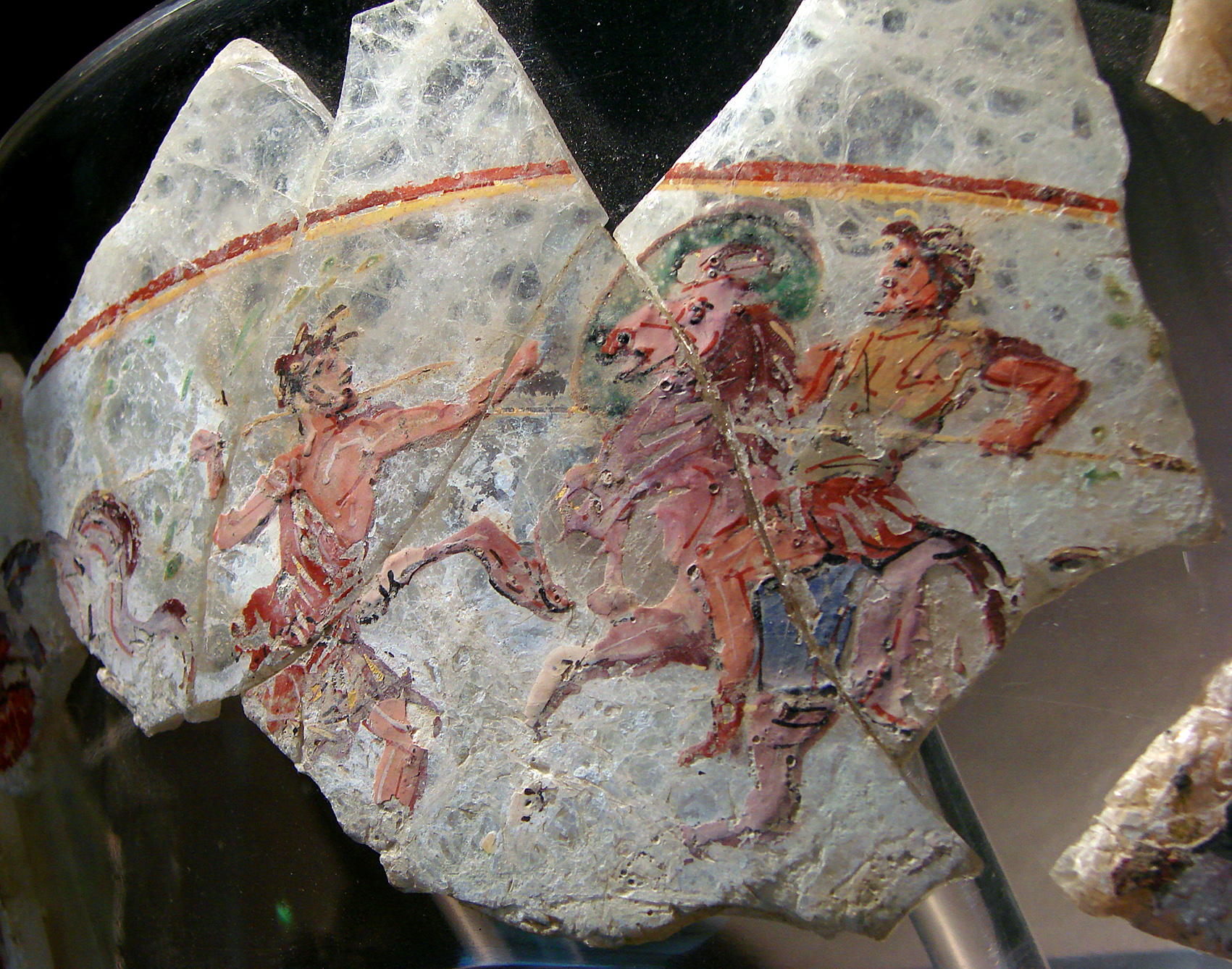
Scherben einer römischen Glasschale mit Kampfszene; für die Bemalung wurde vermutlich auch Gold eingesetzt
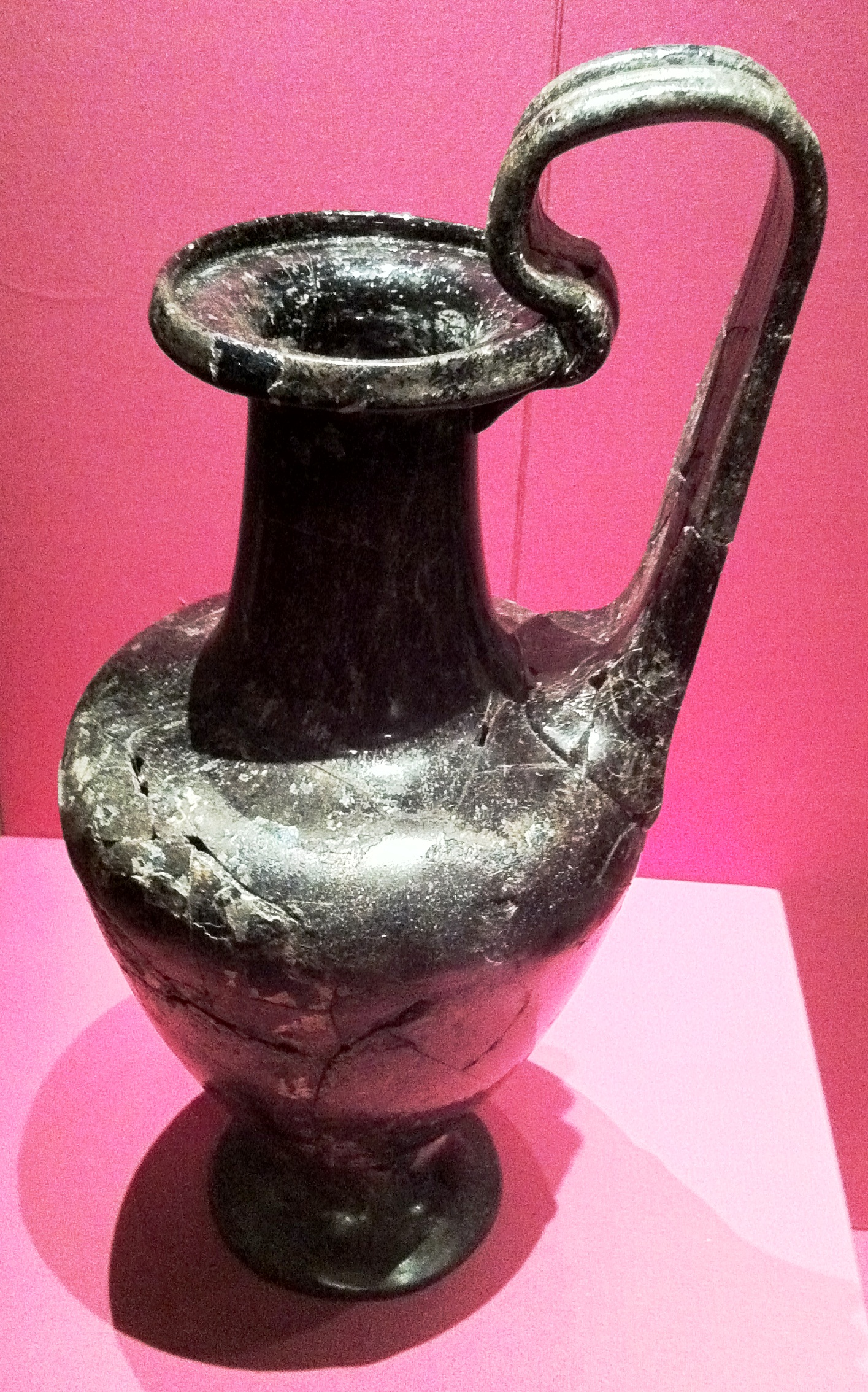
Kanne aus blauschwarzem Glas
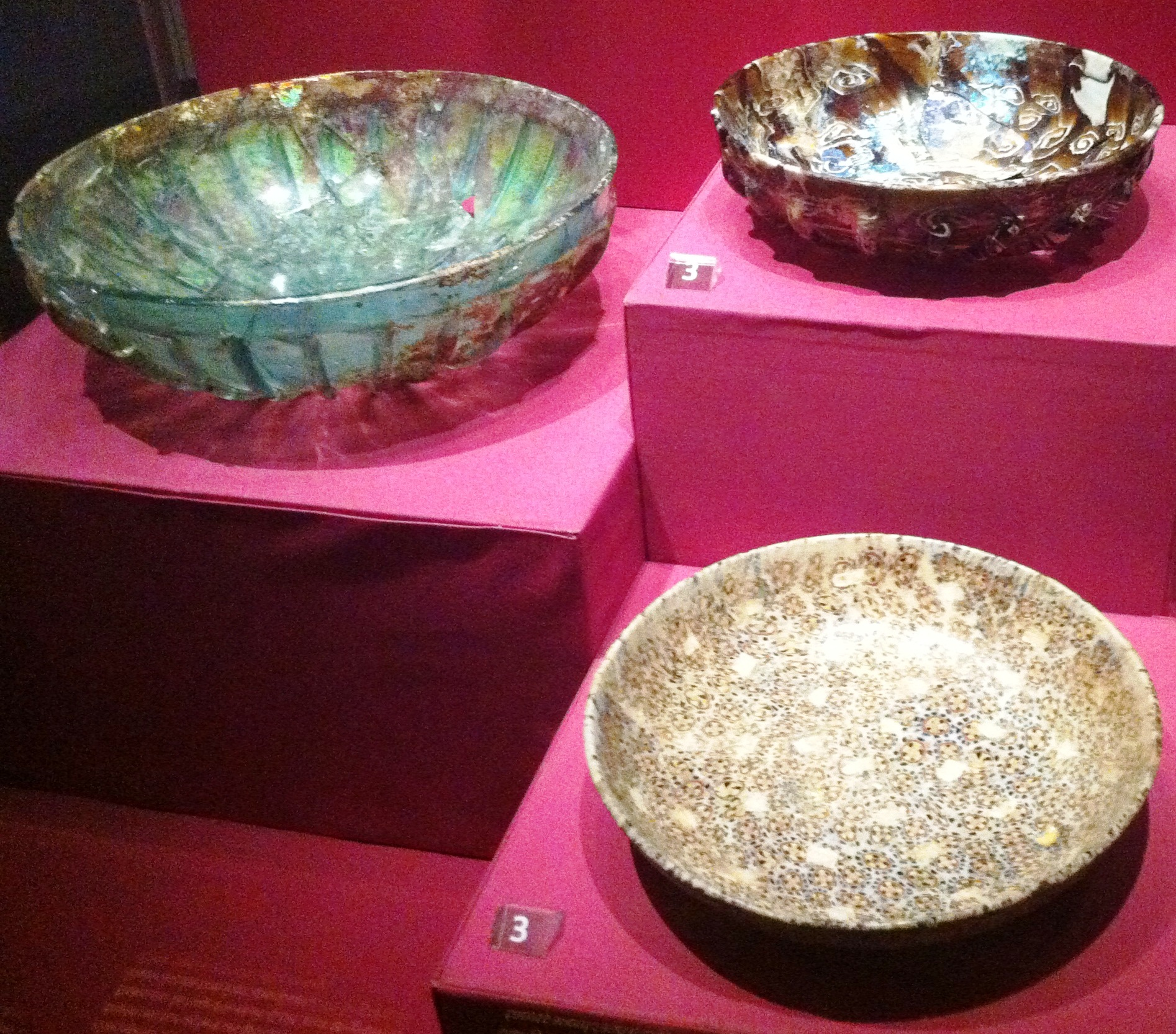
Römische Glasschalen, hinten zwei Rippenschalen, vorne eine Schale aus Millefioriglas
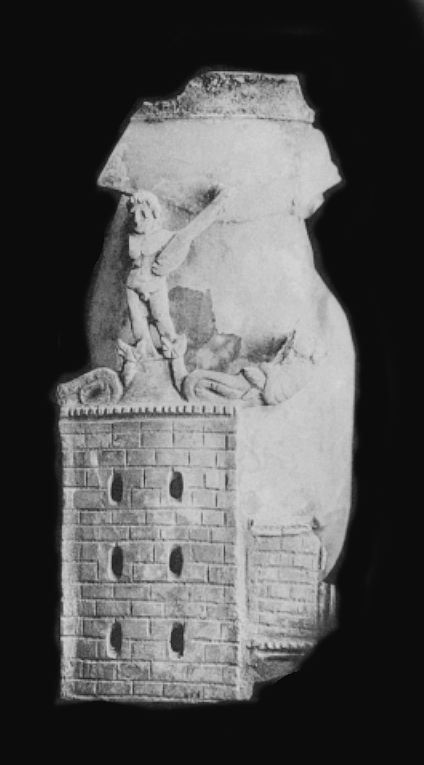
Scherbe eines Reliefgefäßes aus weißem Glas mit Darstellung eines Leuchtturms
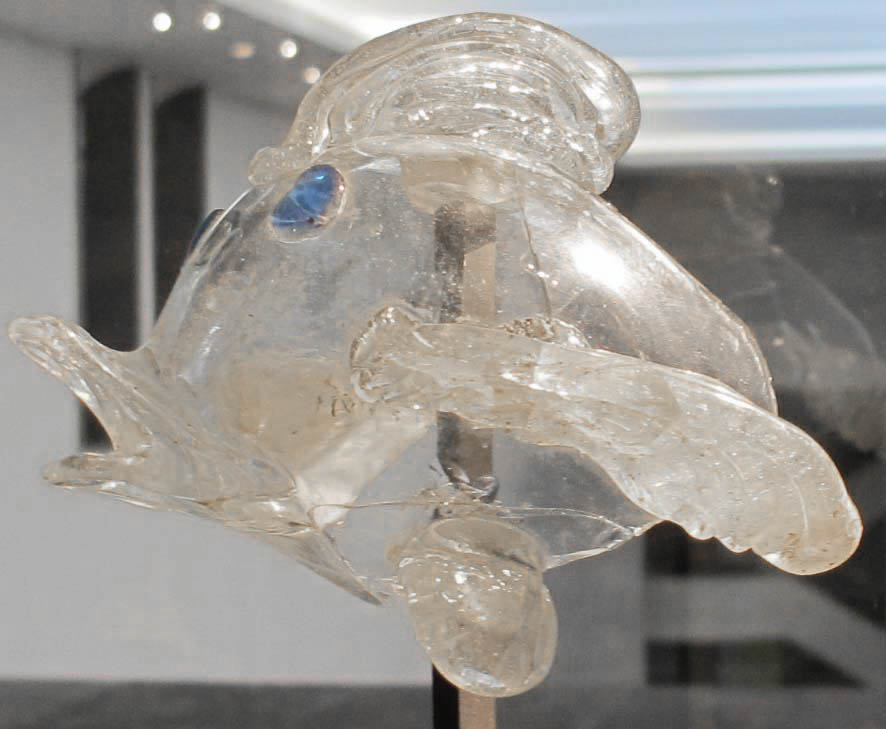
Fischförmiges Fläschchen aus entfärbtem Glas, die Augen aus blauem Glas aufgesetzt
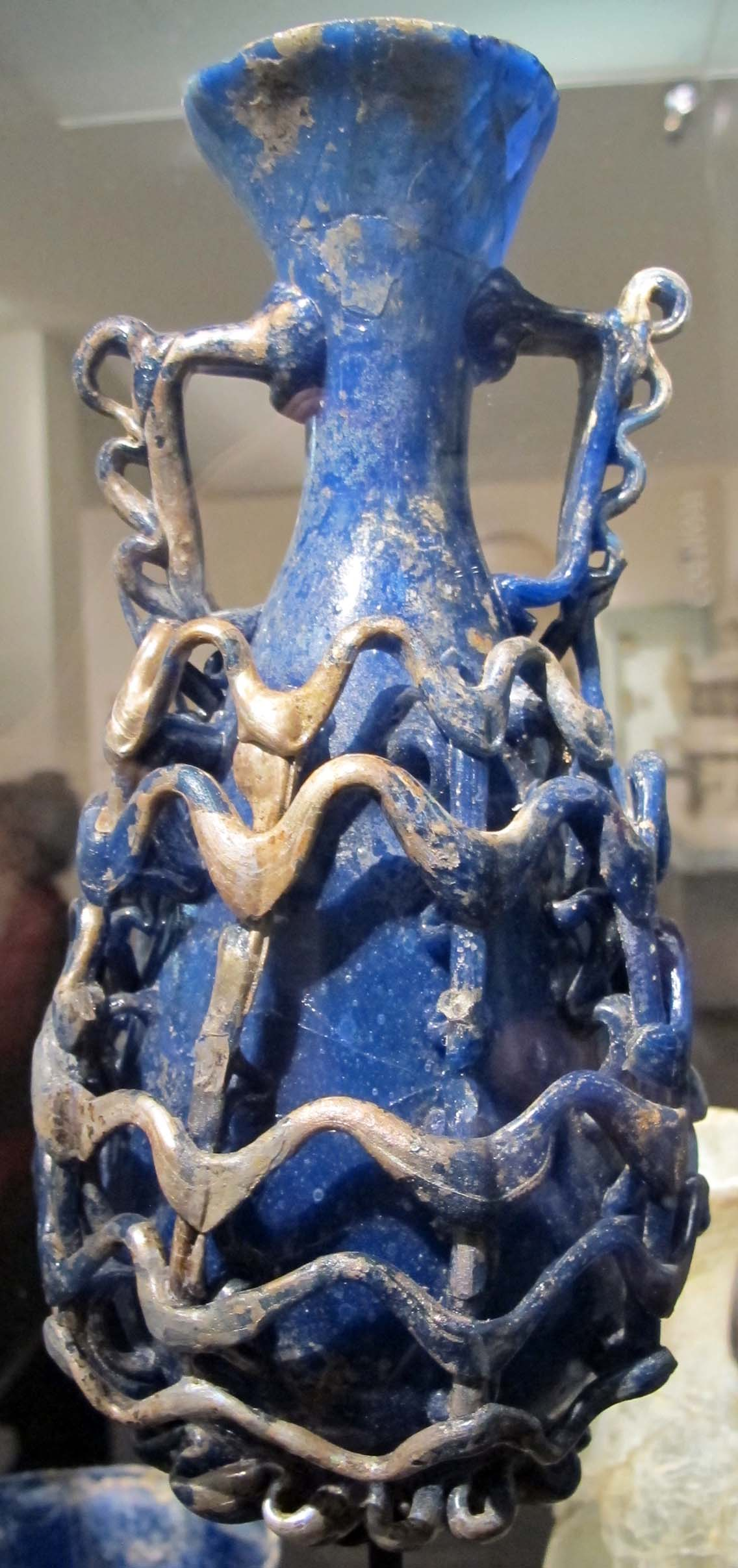
Blaues Fläschchen mit netzartiger Verzierung
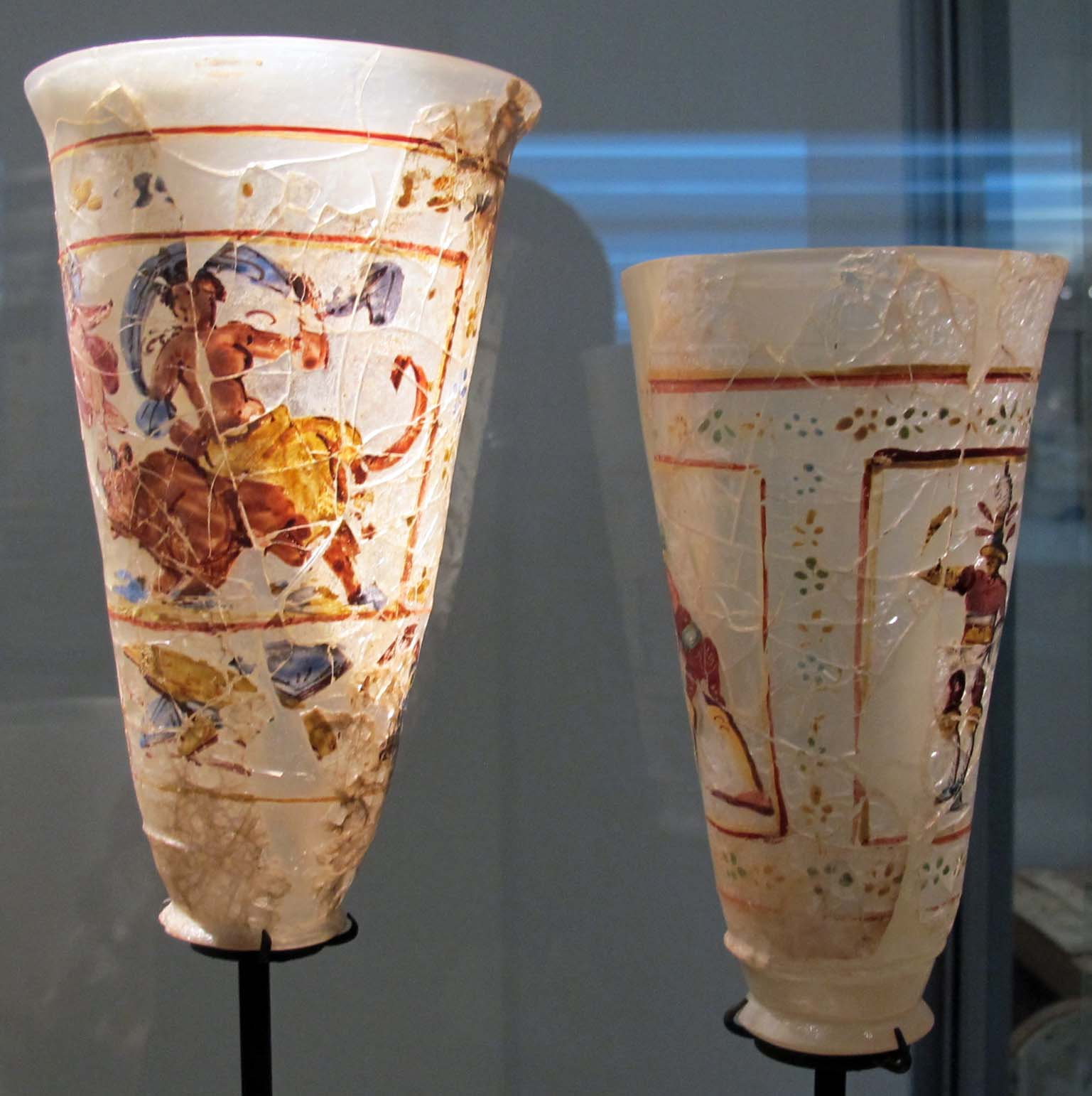
Zwei bemalte Glasbecher, links mit Darstellung der Europa, rechts mit einem römischen Gladiator
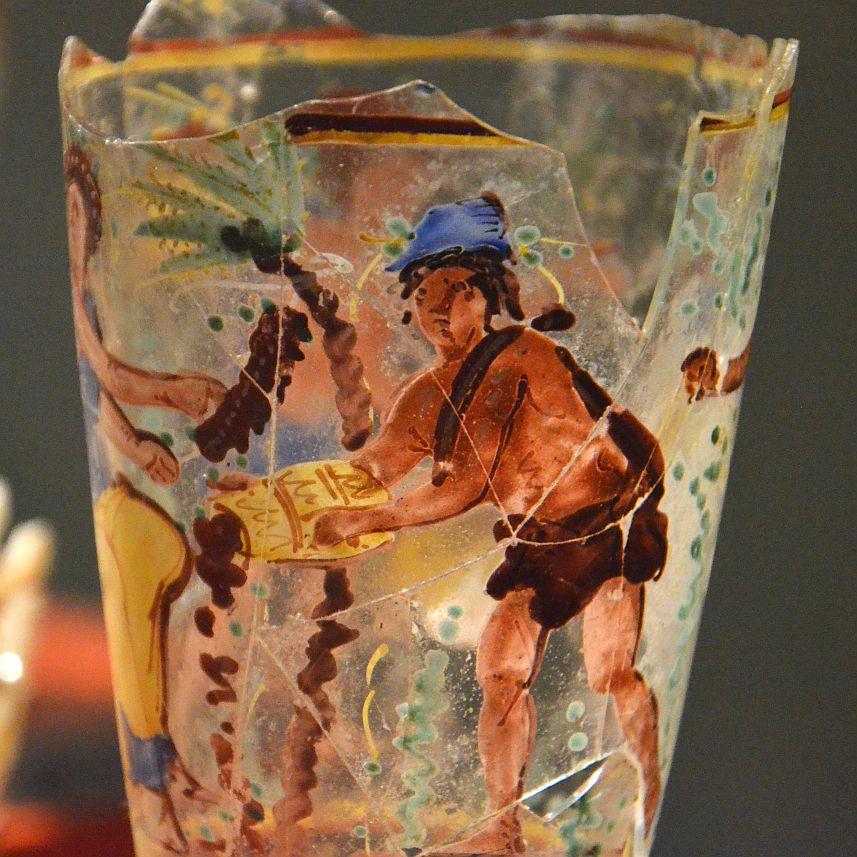
Detail eines bemalten Glasbechers mit Darstellung der Dattelernte
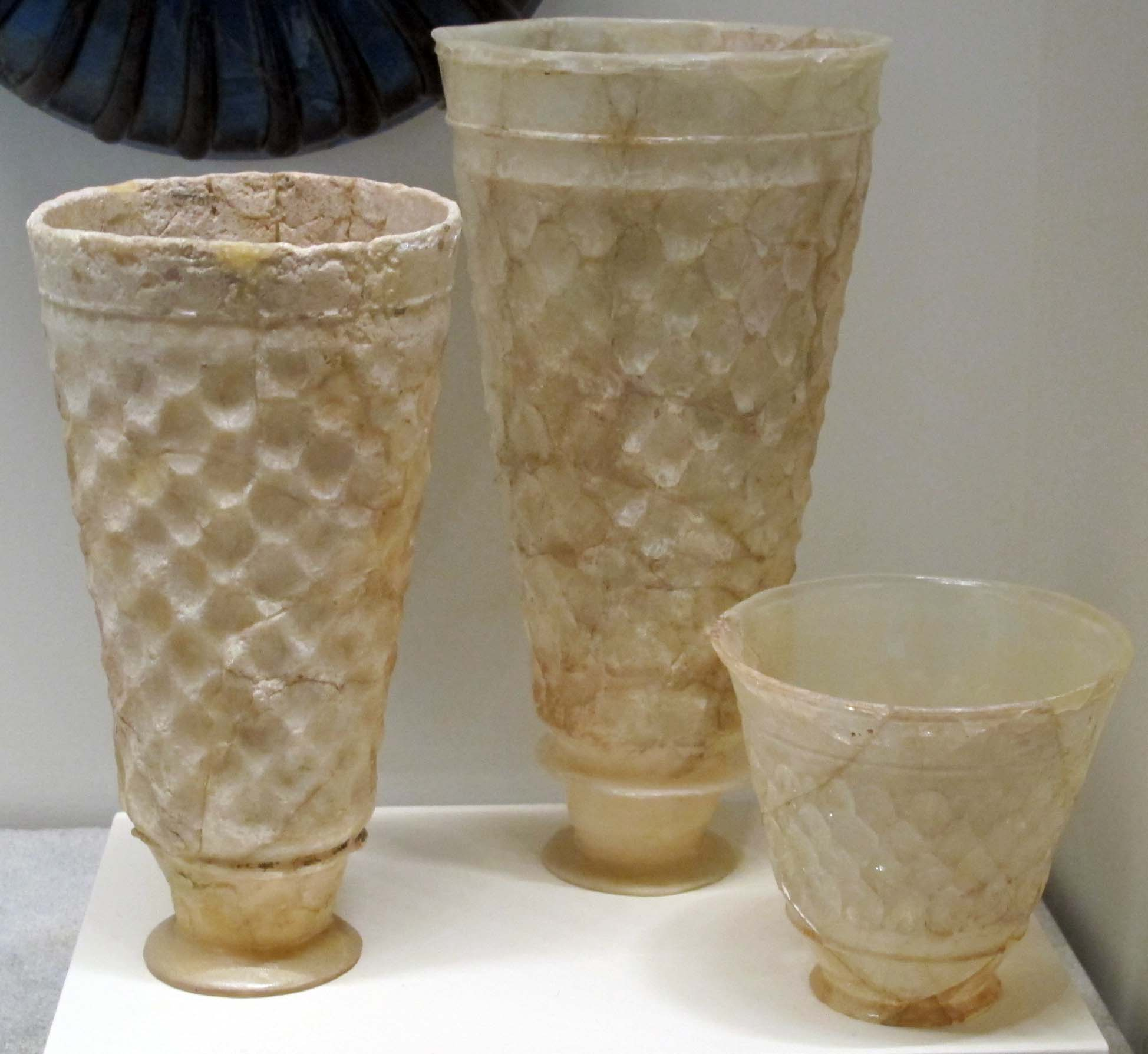
Glasbecher mit Facettenschliffdekor in Honigwabenform
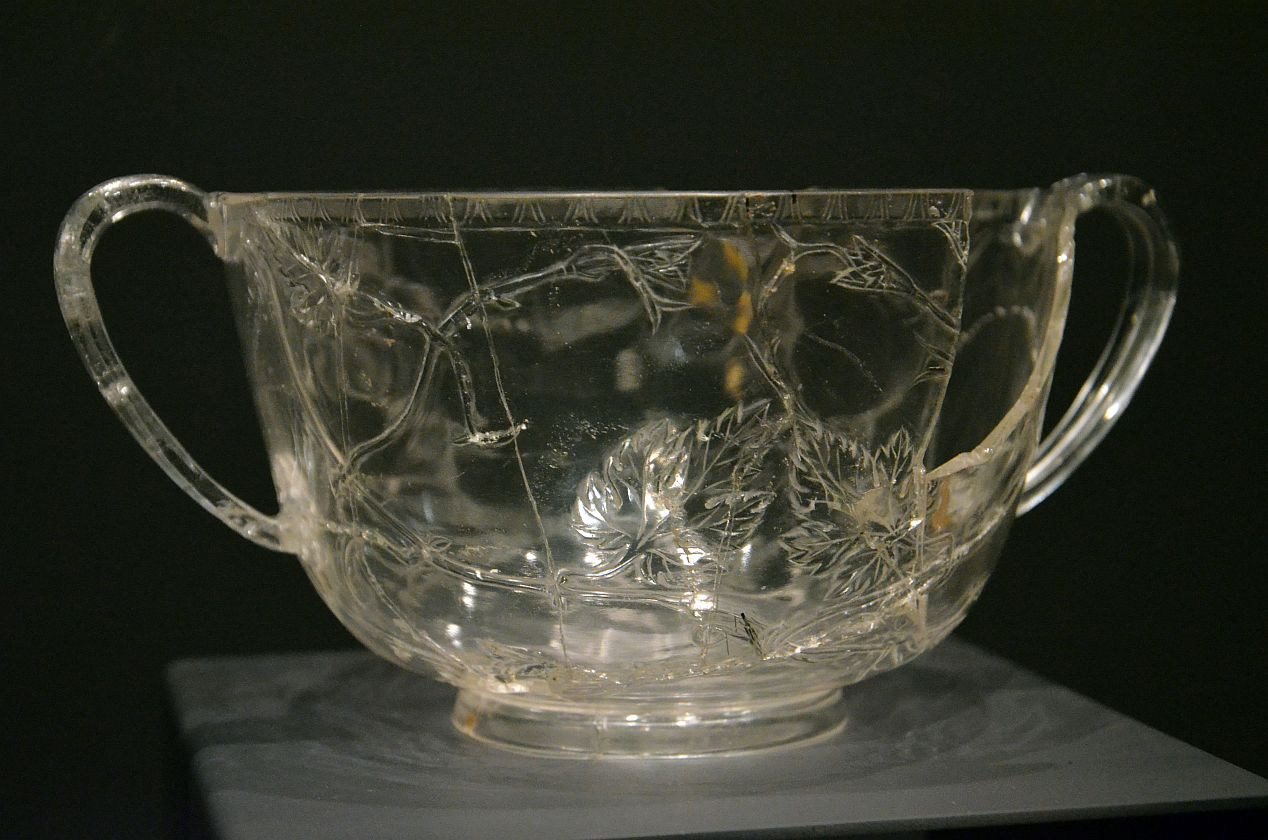
Kantharos aus Bergkristall

### Bronzearbeiten
Die Bronzearbeiten im Schatz von Begram sind von großer Vielfalt. Einen Schwerpunkt stellen Gefäße dar, deren größere Ausführungen zur Aufnahme von Getränken gedient haben könnten, während die kleineren Objekte beispielsweise als Gefäße für Kosmetikprodukte gedeutet werden. Neben den Gefäßen enthält der Schatzfund an Bronzearbeiten vor allem Statuetten, darunter Ganzkörperstatuetten von griechischen oder griechisch-ägyptischen Gottheiten, aber auch kleine bronzene Büsten, die als Gewichtsstücke gedient haben dürften. Hinzu kam eine Reihe von Straußeneiern, die aufgrund des hohen Wertes, den man solchen Objekten im Altertum zuschrieb, in eigens angefertigte bronzene Ständer eingearbeitet waren.

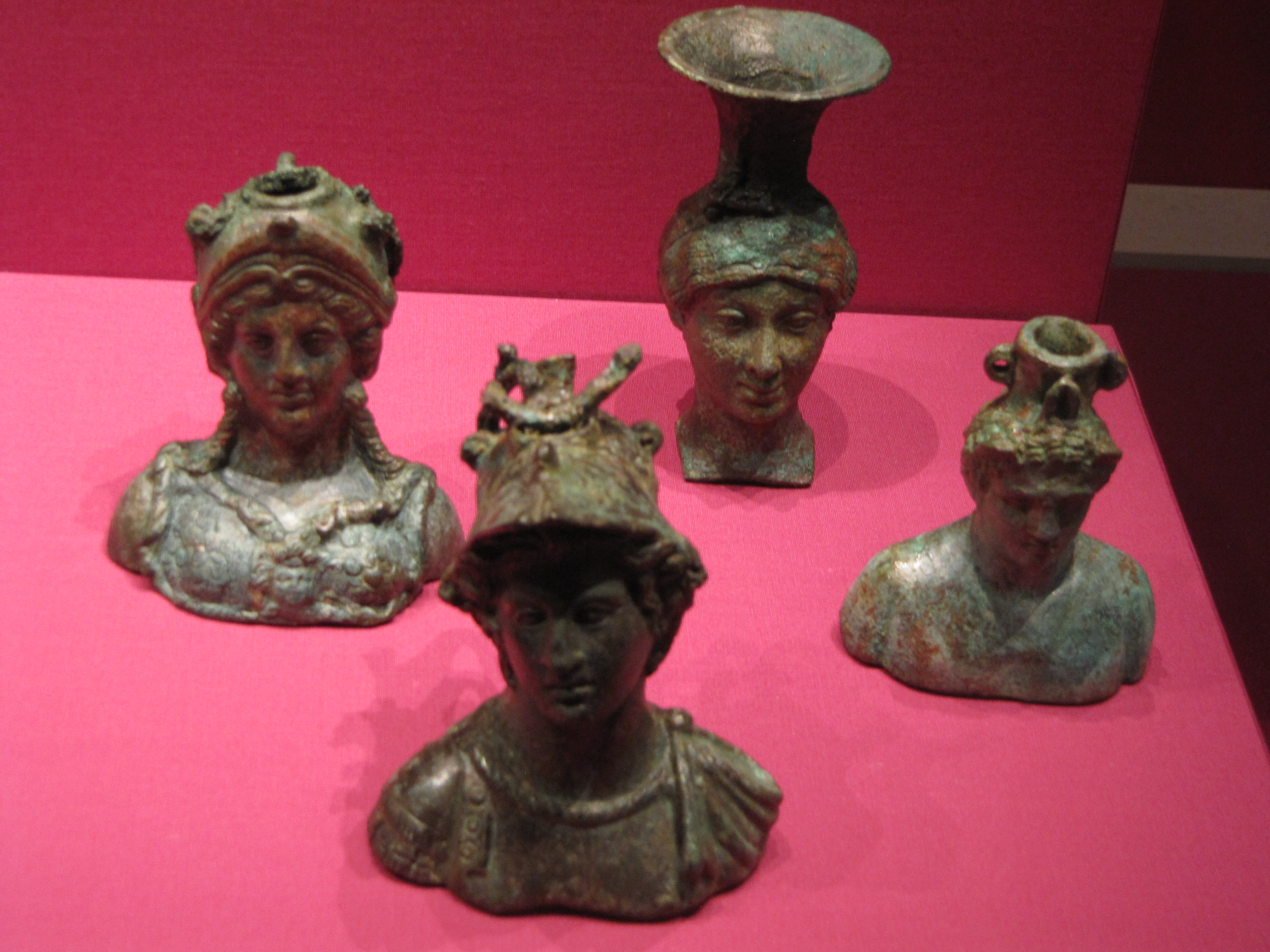
Kleine Bronzebüsten, die drei vorderen als kleine Gewichtsstücke
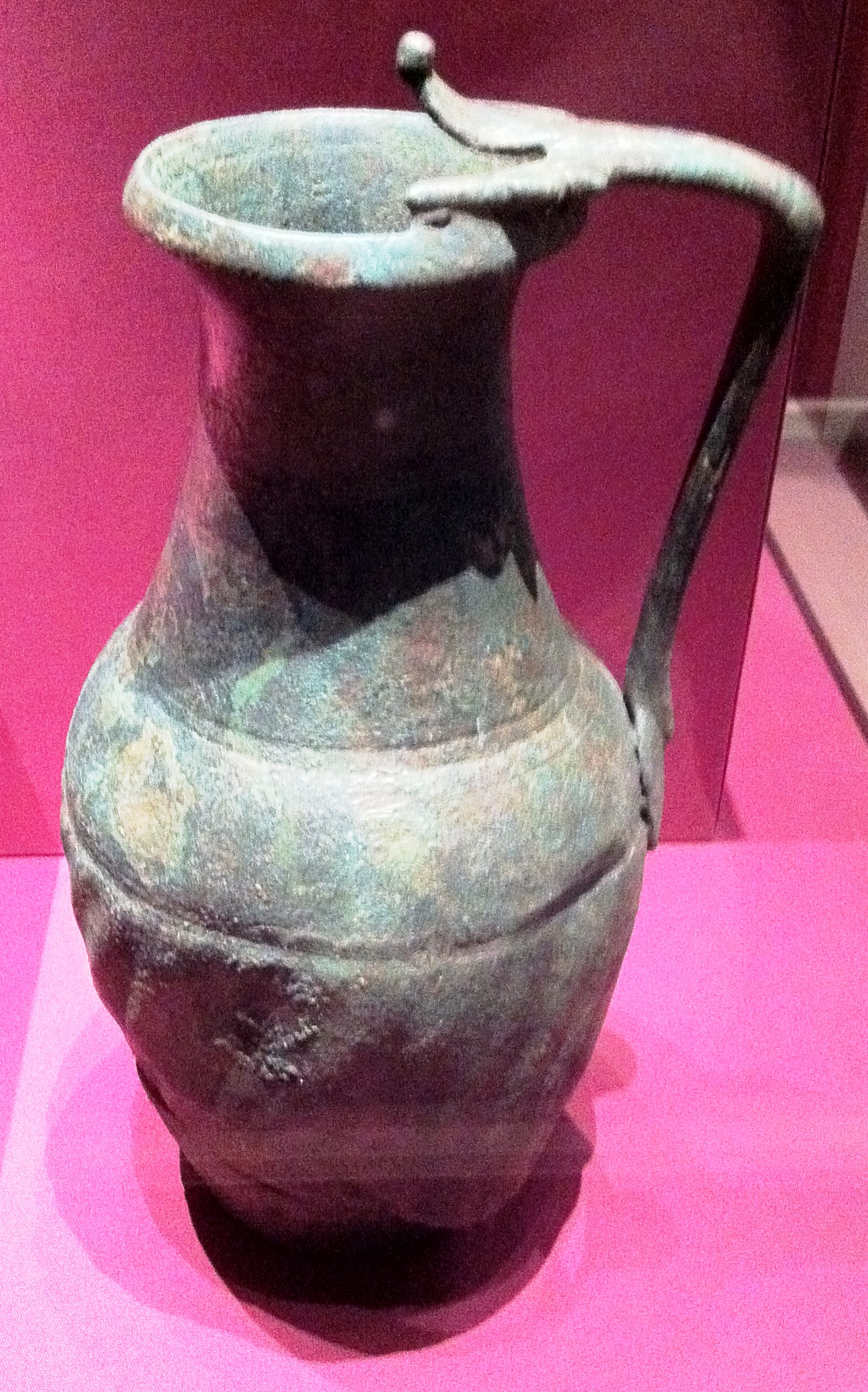
Bronzekanne mit verziertem Griff
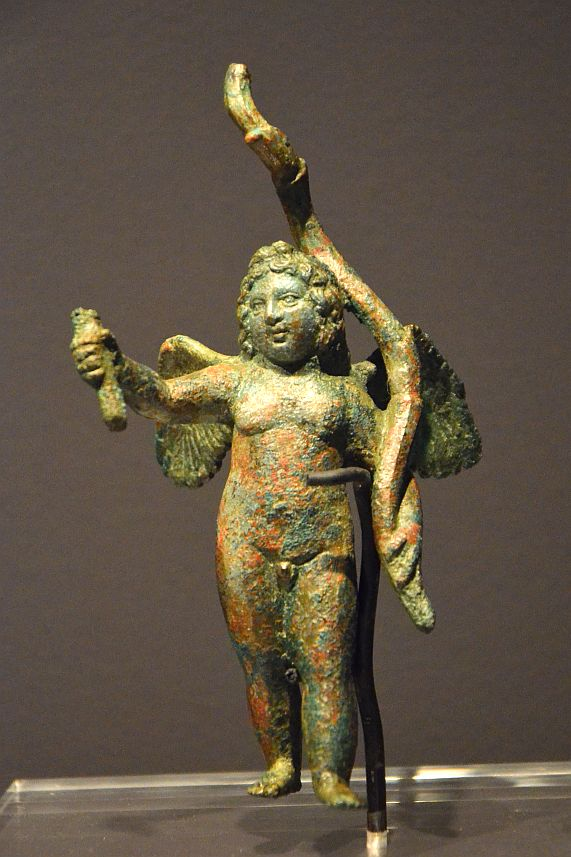
Bronzestatuette des Eros mit Bogen und abgebrochener Fackel
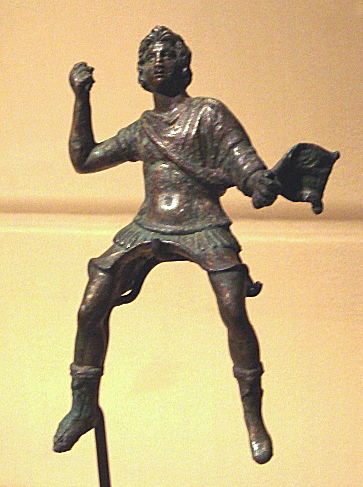
Bronzestatuette eines jungen Reiters (Pferd nicht erhalten), möglicherweise Alexander der Große
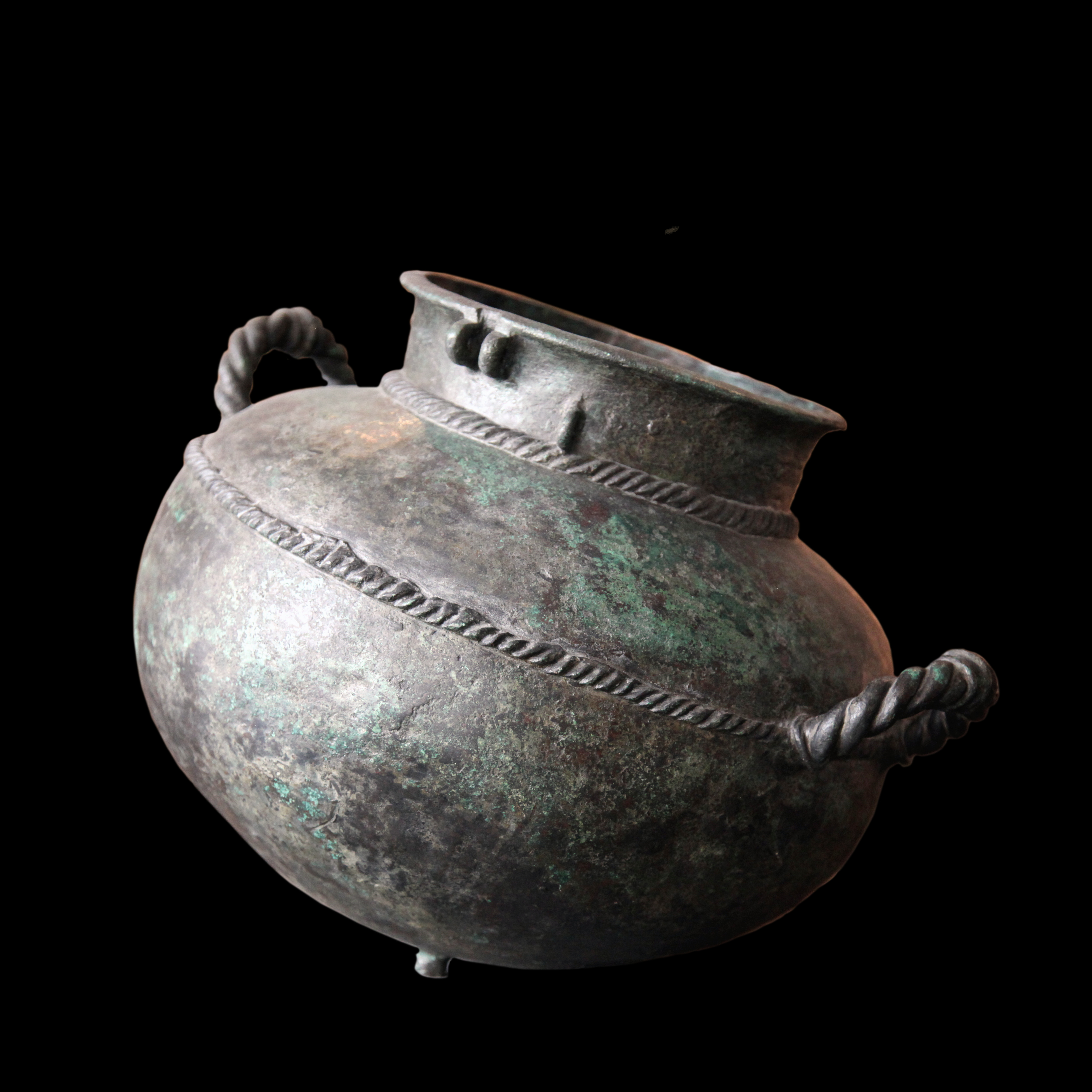
Bronzekessel
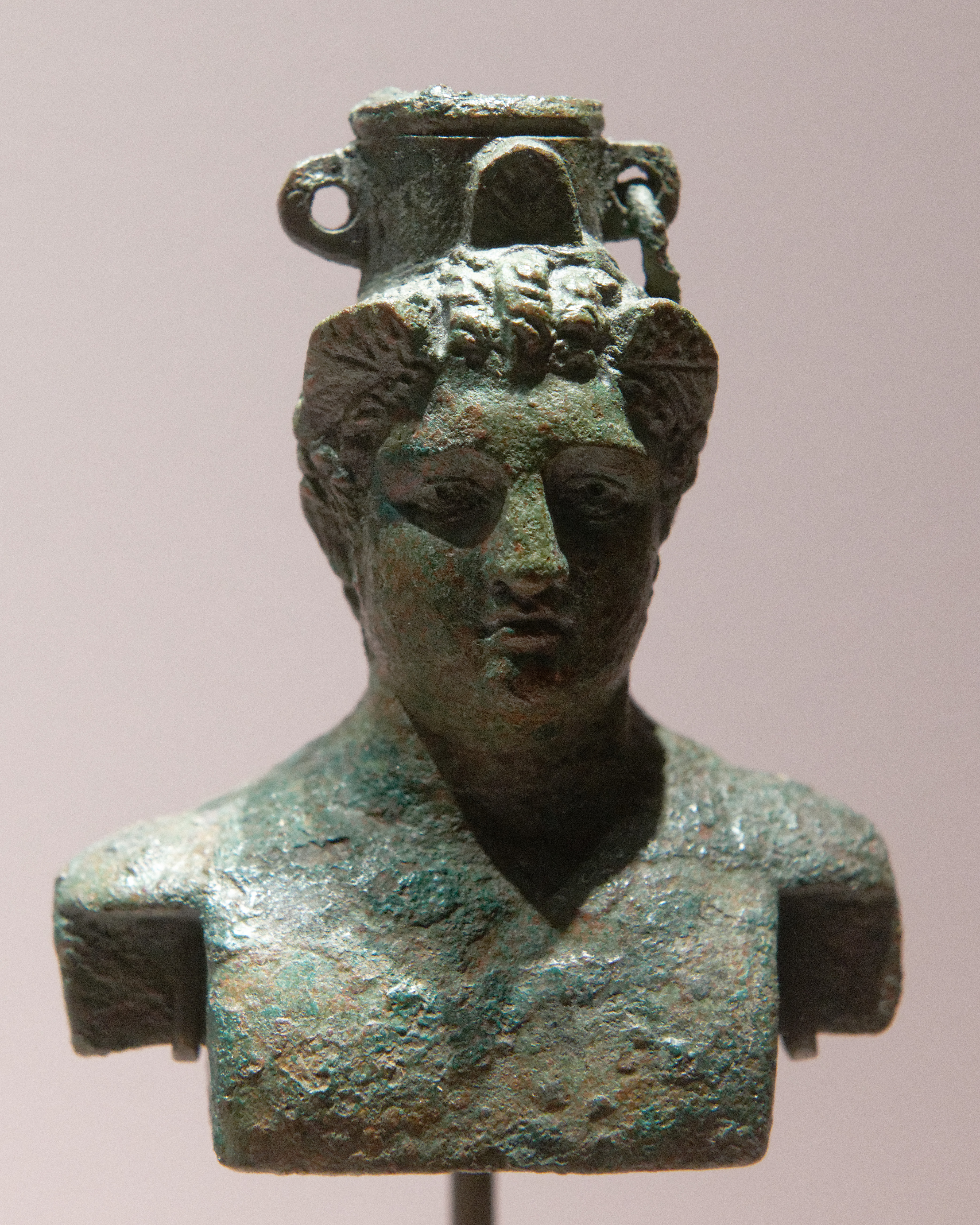
Kleines Bronzegefäß (Unguentarium) in Form einer Büste des Hermes, als Gewichtsstück wiederverwendet
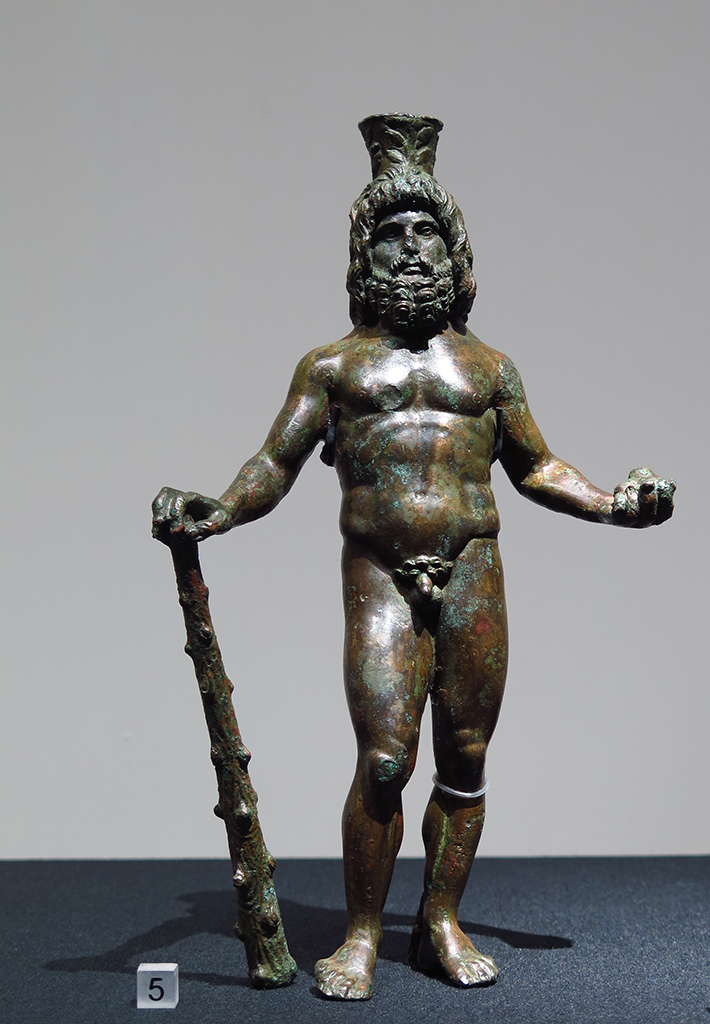
Statuette des griechisch-ägyptischen Gottes Serapis mit Keule und Modius

### Elfenbeinschnitzereien
Die zahlreichen Elfenbeinschnitzereien im Schatz von Begram stellten einst dekorative Einlagen in Möbeln dar. Sie sind aus stilistischen Gründen als indische Schnitzereien anzusprechen.

### Abgüsse
Der Schatz von Begram enthielt eine Reihe von antiken Abgüsse verschiedener Kunstwerke. Dazu gehören zahlreiche Stuckmedaillons (lateinisch emblemata), die alle in einem rein griechisch-römischen Stil gehalten sind. Sie dienten vermutlich zur Anfertigung von Gegenständen aus wertvolleren Materialien mit den jeweiligen bildlichen Darstellungen.

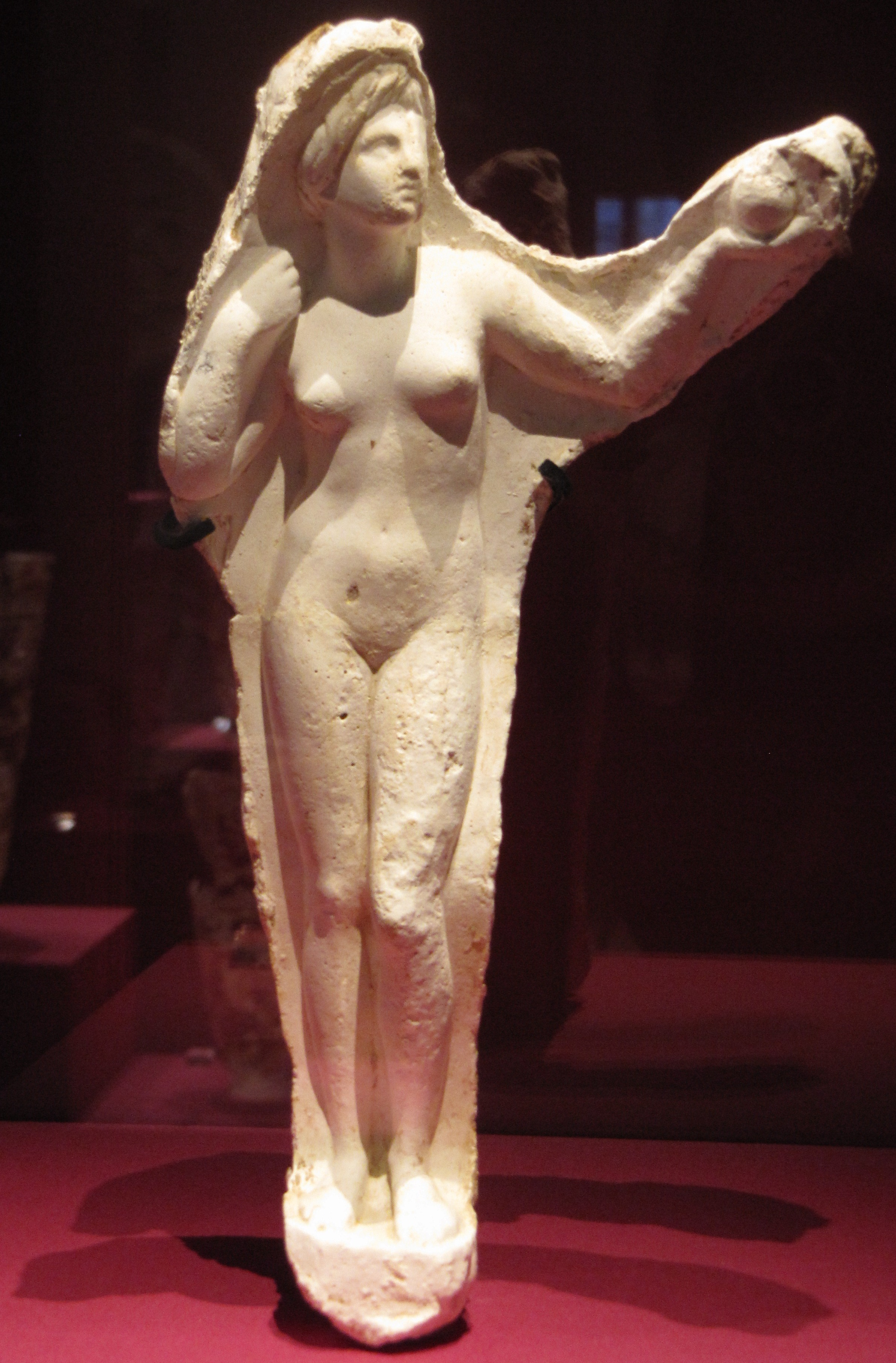
Abguss der Vorderseite einer Statuette der Göttin Aphrodite mit einem Apfel in der Hand
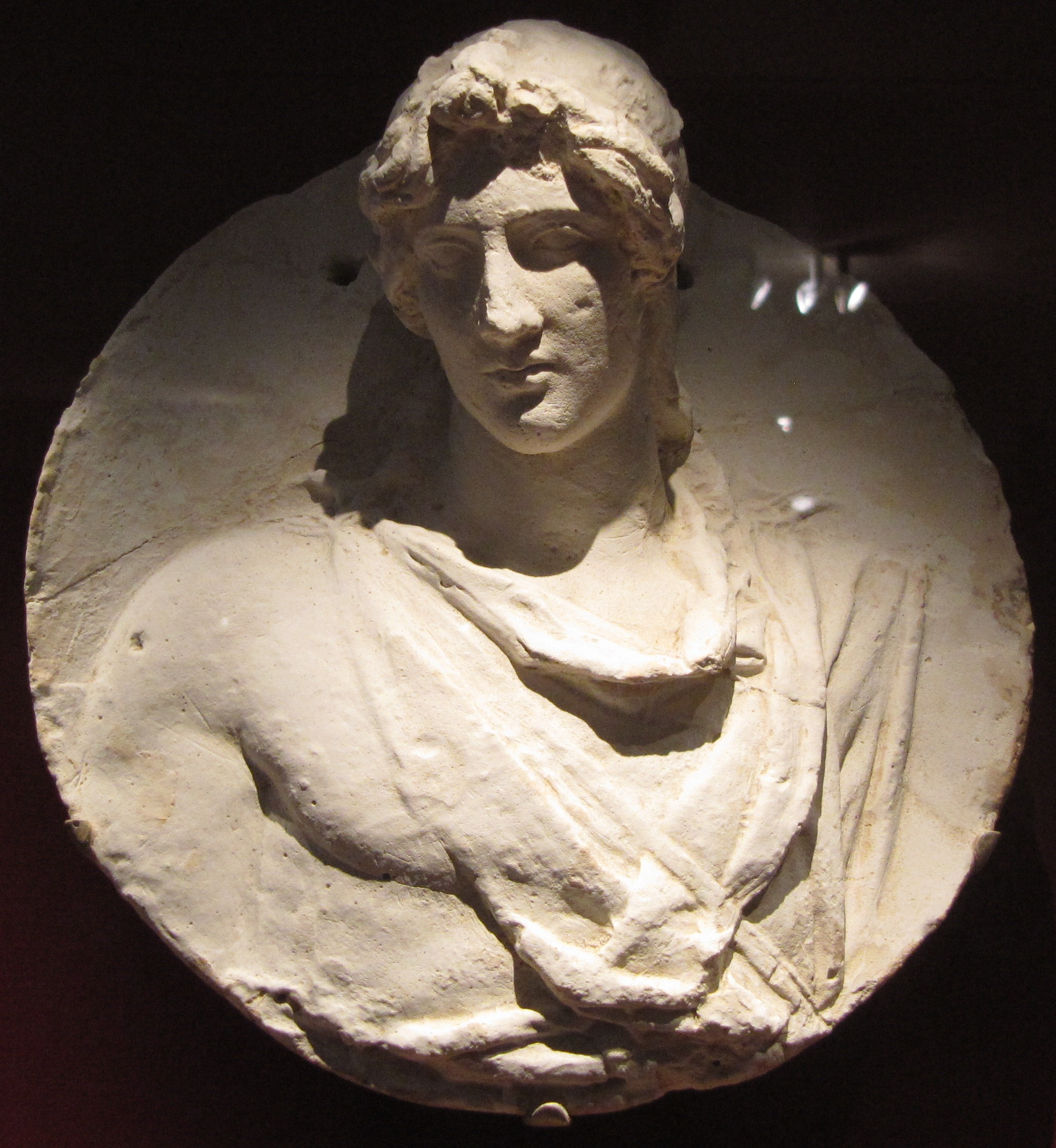
Abguss eines kreisförmigen Porträtmedaillons mit zwei Löchern seitlich hinter dem Kopf für die Aufhängung
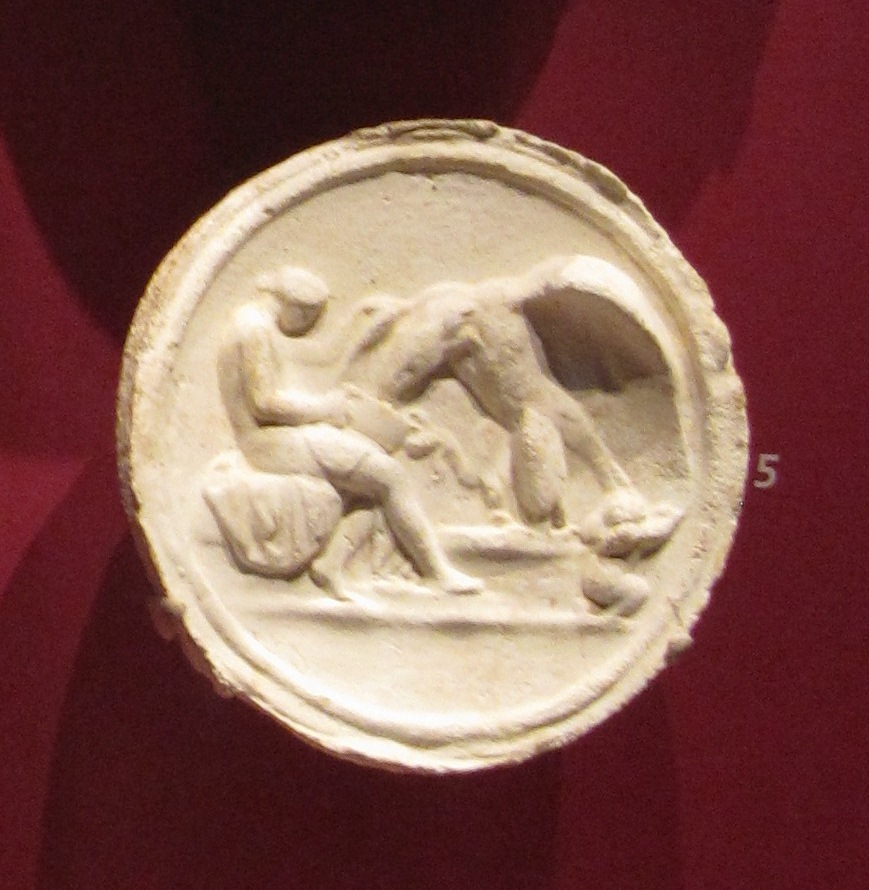
Abguss eines Medaillons mit Darstellung des Ganymed und dem in einen Adler verwandelten Zeus
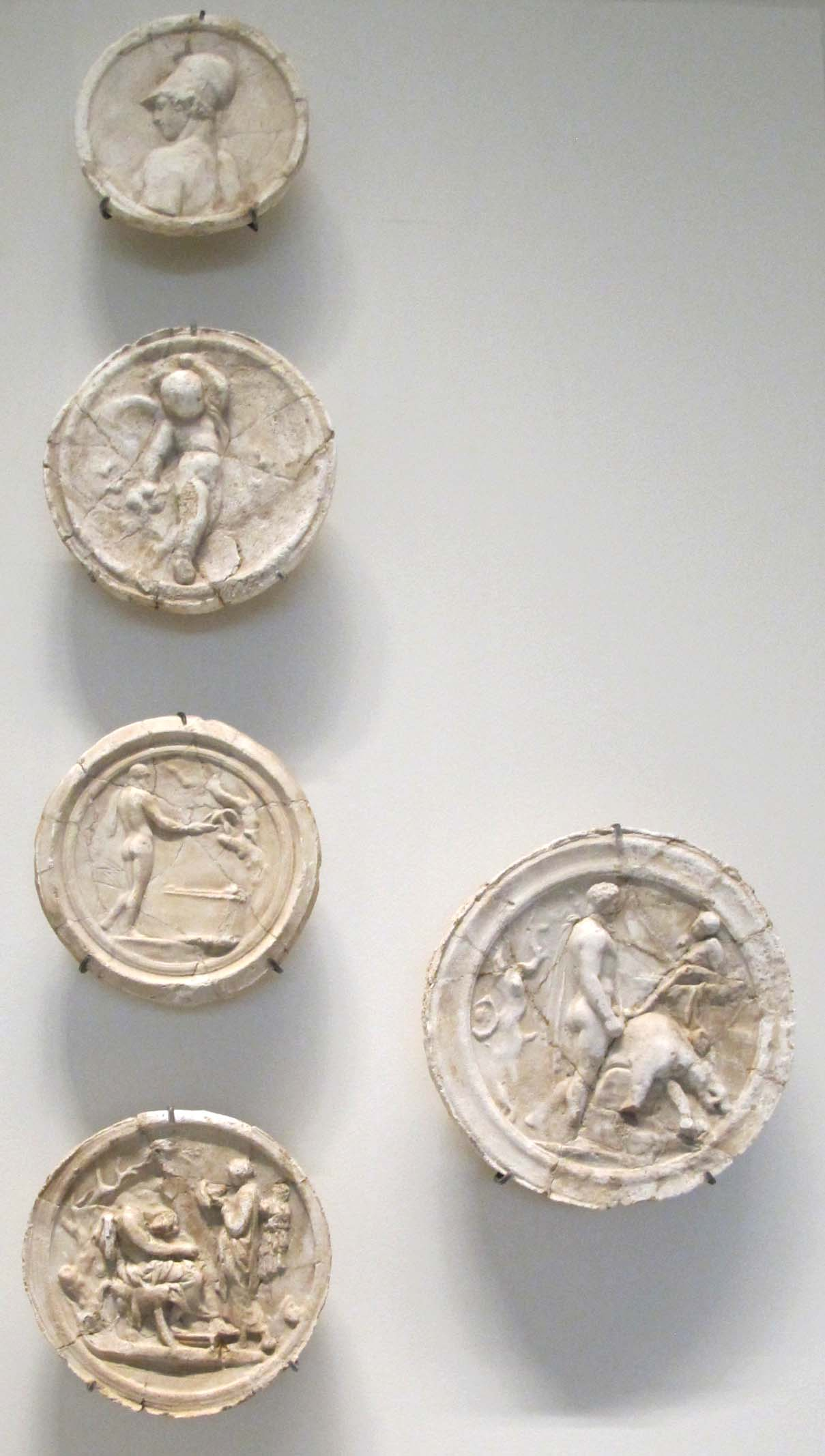
Mehrere Medaillonabgüsse mit Reliefdarstellungen

### Sonstige Objekte
Neben den griechisch-römischen und indischen Gegenständen enthielt der Schatz von Begram auch eine Reihe von chinesischen Lackarbeiten, die jedoch nur schlecht erhalten sind. Sie dürften aus der Region Sichuan im Südwesten Chinas stammen und werden in die Zeit der Han-Dynastie (206 v. Chr.–220 n. Chr.) datiert.
Hinzu kommen unter anderem Gefäße aus Alabaster oder Porphyr, einige Gefäße und Öllampen aus Keramik sowie insgesamt 13 Münzen. Letztere stammen, soweit sie sich noch bestimmen lassen, überwiegend von Herrschern des Kuschana-Reiches (Kujula Kadphises, Vima Kadphises, Kanischka I.), lediglich eine Münze lässt sich dem indo-parthischen König Gondophares zuweisen.

## Datierung
Der Zeitpunkt der Zusammenstellung und Niederlegung des Schatzes in den versiegelten Räumen ist umstritten. Das älteste sicher datierte Objekt im Schatz ist eine Münze des griechisch-indischen Königs Hermaios, der im frühen 1. Jahrhundert v. Chr. regierte, auch wenn seine genaue Regierungszeit unsicher ist. Nach Ansicht der Ausgräber ist das jüngste Objekt eine Münze des kuschanischen Herrschers Vasudeva I., der etwa von 191 bis 220 n. Chr. regierte. Mittlerweile konnten jedoch auch Münzen nachgewiesen werden, die in die späte Zeit des Vasischka, um ca. 260 n. Chr., datieren.

## Bedeutung und Interpretation
Der Schatz fällt durch die hohe Qualität der gefundenen Objekte auf. Nur wenige von ihnen sind vor Ort produziert worden, die meisten stammen aus Indien oder dem Römischen Reich, wobei oftmals Alexandria als Produktionsort vermutet wird. Der eigentliche Materialwert des Schatzes ist gering. Es fanden sich kaum Goldarbeiten oder Edelsteine. Demzufolge gibt es zwei Ansichten zur Funktion des Schatzes. Der Ausgräber nahm an, dass es sich um den Schatz und die Schatzkammern kuschanischer Herrscher handelt, während neuere Überlegungen dahin gehen, den Schatz als Sammlung eines Händlers anzusehen.

## Verbleib der Funde
Die Funde wurden zwischen dem Musée Guimet in Paris und dem Nationalmuseum Kabul aufgeteilt, wo sie seitdem ausgestellt sind. Einige der Funde wurden bereits im August 1937, einen Monat nach ihrer Auffindung, in Kabul ausgestellt. Das Material, das zur Ausstellung in Paris bestimmt war, kam dort im Januar 1947 an.  In den Jahren 1957/1958 wurde die Abteilung für islamische Kunst und die Funde aus Begram des Afghanischen Nationalmuseums erstmalig seit dessen Eröffnung 1931 umgestaltet und der Schatz von Begram erhielt einen eigenen Raum. Während des Kriegs in Afghanistan von 1979 bis 1989 verschwanden große Teile der Bestände des Nationalmuseums, wobei Teile des Schatzes von Begram ins Ausland gebracht wurden, um sie dem Zugriff der Mudschahidin zu entziehen. Zwanzig der auf diese Weise verkauften Elfenbeinschnitzereien des Schatzes gelangten in den 2000er Jahren in das British Museum und wurden 2012 nach Afghanistan zurücktransportiert.